# Enham Alamein
Enham Alamein – wieś i civil parish w Anglii, w Hampshire, w dystrykcie Test Valley. W 2011 civil parish liczyła 804 mieszkańców. Enham Alamein jest wspomniana w Domesday Book (1086) jako Etham.